# بيلي جيلمور
بيلي جيلمور (بالإنجليزية: Billy Gilmour)‏ (11 يونيو 2001 بغلاسكو في المملكة المتحدة - ) هو لاعب كرة قدم بريطاني في مركز الوسط.

## وصلات خارجية
- بيلي جيلمور على موقع الاتحاد الأوربي (الإنجليزية)
- بيلي جيلمور على موقع الاتحاد الإسكتلندي (الإنجليزية)
- بيلي جيلمور على موقع قاعدة بيانات كرة القدم.إي يو (الإنجليزية)
- بيلي جيلمور على موقع ليكيب (الفرنسية)
- بيلي جيلمور على موقع ناشيونال فوتبول تيمز (الإنجليزية)
- بيلي جيلمور على موقع Soccerbase.com (لاعب) (الإنجليزية)
- بيلي جيلمور على موقع Soccerway.com (الإنجليزية)
- بيلي جيلمور على موقع عالم كرة القدم.نت (الإنجليزية)
- بيلي جيلمور على موقع AS.com (الإسبانية)